# Festival Desert Trip
 (novembre 2016).
Le Festival Desert Trip est un festival de rock tenu à Indio, dans le désert de Californie, du 7 au 9 octobre 2016, puis du 14 au 16 octobre avec les mêmes artistes.
La programmation comporte :

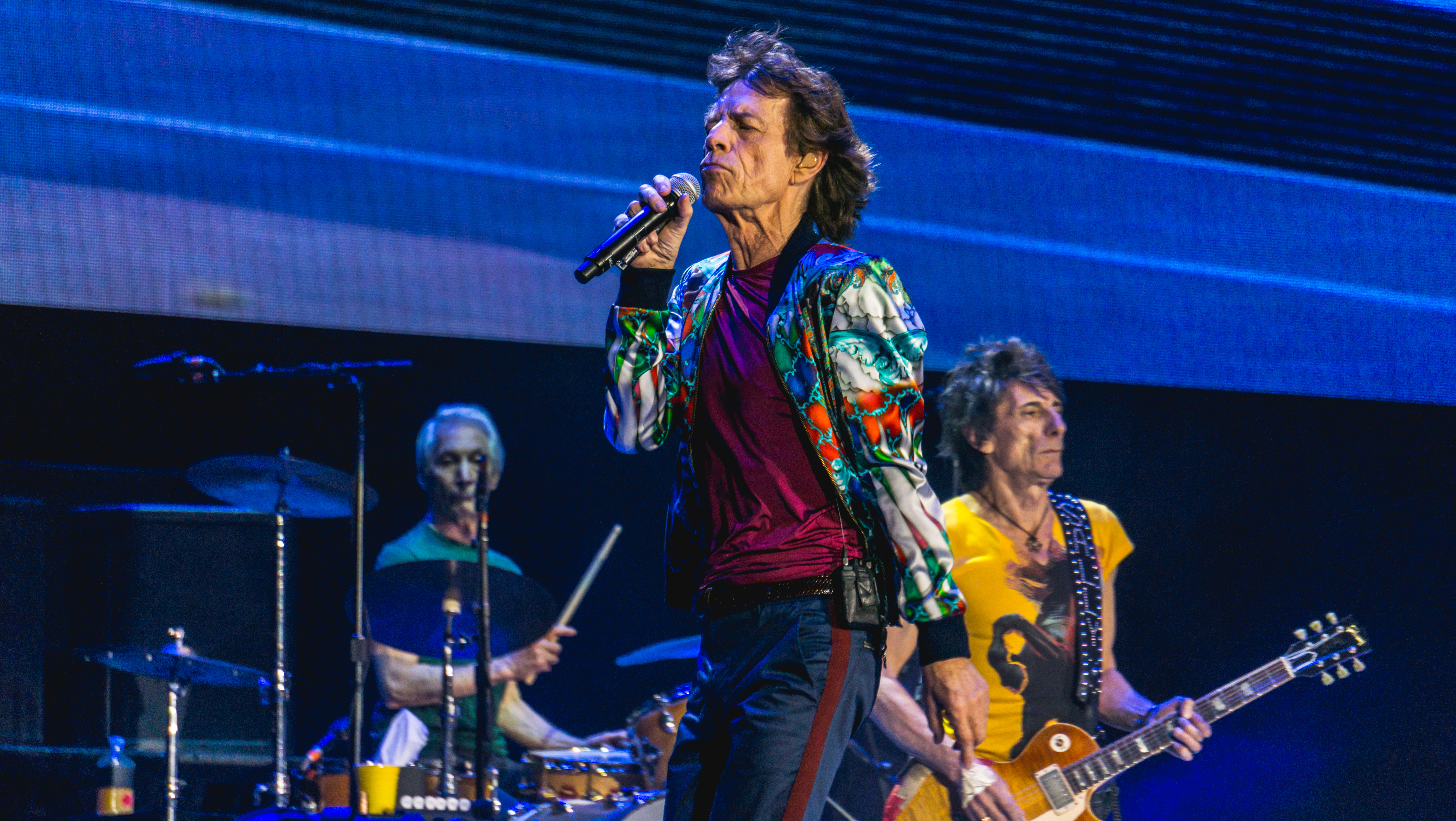
The Rolling Stones

- 7 et 14 octobre : Bob Dylan et les Rolling Stones[2]
- 8 et 15 octobre : Paul McCartney (guest Rihanna) et Neil Young
- 9 et 16 octobre : The Who et Roger Waters

Qualifié de Concert du siècle par ses organisateurs, il se caractérise par la moyenne d'âge de 72 ans de ses interprètes.